# Copa Panamericana Bajo Techo de Hockey masculino de 2014
La VII Copa Panamericana Bajo Techo de Hockey Masculino de 2014 se celebró en Montevideo, Uruguay entre el 7 y el 12 de abril de 2014. 
Canadá se consagró campeón y clasificó al mundial 2015 tras ganarle a Estados Unidos en la final. Guyana obtuvo la medalla de bronce tras ganarle en definición por penales a Argentina.

## Grupo único
– Clasificados a la final.
     - Juegan el partido por el 3 puesto.
| Equipo         | J | G | E | P | GF | GC | DG  | PTS |
| -------------- | - | - | - | - | -- | -- | --- | --- |
| Canadá         | 4 | 3 | 0 | 1 | 15 | 3  | +12 | 9   |
| Estados Unidos | 4 | 3 | 0 | 1 | 15 | 11 | +4  | 9   |
| Argentina      | 4 | 2 | 0 | 2 | 11 | 10 | +1  | 6   |
| Guyana         | 4 | 2 | 0 | 2 | 14 | 17 | -3  | 6   |
| Uruguay        | 4 | 0 | 0 | 4 | 1  | 15 | -14 | 0   |

### Resultados
| Fecha | Hora¹ | Partido        | Partido | Partido        | Resultado |
| ----- | ----- | -------------- | ------- | -------------- | --------- |
| 07.04 | 18:15 | Argentina      | -       | Guyana         | 3-5       |
| 07.04 | 20:45 | Estados Unidos | -       | Uruguay        | 4-0       |
| 08.04 | 16:15 | Estados Unidos | -       | Guyana         | 7-4       |
| 08.04 | 20:45 | Canadá         | -       | Uruguay        | 4-0       |
| 09.04 | 18:15 | Canadá         | -       | Guyana         | 6-0       |
| 09.04 | 20:45 | Argentina      | -       | Estados Unidos | 3-4       |
| 10.04 | 18:15 | Estados Unidos | -       | Canadá         | 0-4       |
| 10.04 | 19:30 | Uruguay        | -       | Argentina      | 0-2       |
| 11.04 | 18:30 | Argentina      | -       | Canadá         | 3-1       |
| 11.04 | 19:45 | Guyana         | -       | Uruguay        | 5-1       |

### Tercer Puesto
| Fecha | Hora¹ | Partido   | Partido | Partido | Resultado    |
| ----- | ----- | --------- | ------- | ------- | ------------ |
| 12.04 | 17:00 | Argentina | -       | Guyana  | 2-2 (1-2 PS) |

### Final
| Fecha | Hora¹ | Partido | Partido | Partido        | Resultado |
| ----- | ----- | ------- | ------- | -------------- | --------- |
| 12.04 | 18:30 | Canadá  | -       | Estados Unidos | 4-2       |

| Campeón de la Copa Panamericana Bajo Techo de Hockey 2014 |
| --------------------------------------------------------- |
| Canadá Cuarto Título                                      |

### Clasificación general
1. Canadá
2. Estados Unidos
3. Guyana
4. Argentina
5. Uruguay